# Delia Abbiatti
Delia Abbiatti (1918) fue una botánica y pteridóloga (experta en helechos ) argentina. Formó parte de una serie de discípulos del botánico Ángel Lulio Cabrera, entre ellos: Genoveva Dawson, Otto Solbrig, Jorge Morello, Humberto A. Fabris (1924-1976), Delia Abbiatti, Noemí N. Correa, Delia Añón Suárez, Aída Pontiroli, Cristina Orsi, María Amelia Torres, Elsa Zardini, Jorge V. Crisci, Roberto Kiesling y Fernando Zuloaga. 
Fue socia fundadora de la Sociedad Argentina de Botánica, entidad que fue creada el 21 de junio de 1945 en el Departamento de Botánica del Museo de La Plata, en la cual formó parte de la primera Comisión Directiva como vocal.

## Algunas publicaciones
- 1945. Una nueva especie de Lorantácea de la flora Argentina. Volumen 7, N.º 38 de Notas del Museo de La Plata: Botánica. 3 pp.
- 1958. Consideraciones morfológicas y anatómicas en Pteridófitas: Valídez de nuevas combinaciones en Pteridófitas. N.º 36-37 de Revista del Museo de La Plata: Botánica. 1 pp.

### Libros
- 1939. Las martiniáceas argentinas. Ed. Buenos Aires : Coni. 473 pp.
- 1946. Las eriocauláceas argentinas. Ed. La Plata : Universidad Nacional. 341 pp.
- 1946. Las Lorantáceas Argentinas. Universidad Nacional de La Plata. Argentina. 100 pp.
- 1946. Una nueva especie de Eriocaulácea del Brasil. N.º 66 de Notas del Museo de La Plata: Botánica. Ed. Instituto del Museo de la Universidad Nacional de La Plata. 311 pp.

## Honores

### Eponimia
- (Asteraceae) Perezia abbiattii Cabrera[3]

- (Thelypteridaceae) Thelypteris abbiattii C.F.Reed[4]
- La abreviatura «Abbiatti» se emplea para indicar a Delia Abbiatti como autoridad en la descripción y clasificación científica de los vegetales.[5]